# دوغ كاشمان
دوغ كاشمان (بالإنجليزية: Doug Cushman)‏ هو كاتب للأطفال وكاتب أمريكي، ولد في 4 مايو 1953 في سبرينغفيلد في الولايات المتحدة.

## وصلات خارجية
- الموقع الرسمي